# R4 (restaurangvagn)
R4 är en typ av restaurangvagn av 1980-talstyp och tillverkades av Kalmar Verkstads AB (KVAB)  för Statens Järnvägar 1987–1988. R4 5442 var den första av R4:orna som ommålades röd/grafitgrå i april 1989 (utan SJ logotyper) och märkt "Restaurang" respektive "Café", med ett speciellt typsnitt som brukade kallas för kaviartext. 5441, 5443, 5444, 5446-5455 ommålades under 1990 med samma design som 5442. 5445 ommålades i januari 1991, men denna gång fick vagnen SJ logotyper och märkt "Restaurang" respektive "Café" i ett nytt typsnitt som var mer lättläslig på nära håll. Under 1991 fick resten av R4:orna denna märkning, förutom att man stavade "Kafé" med "K" istället. Vissa av vagnarna har under årens lopp byggts om till S12 och RB11.
Ursprunglig nummerserie: 5441-5455.
Littera vid leverans: R4R (R = 160 km/h).
Målning vid leverans: brun med gula pilar.